# 羽颉
羽颉（？—？），姬姓，羽氏，名颉，春秋时期郑国的马师，父亲公孙申，祖父公子挥、曾祖父郑穆公。
前543年，良霄（伯有）作乱，七月廿四，从墓门的排水洞进入新郑，通过马师颉在襄库得到皮甲装备士兵，攻打旧北门。结果良霄失败，死在卖羊的集市。羽颉逃到晋国，为任地大夫。与乐成辅佐赵文子（赵武），建议赵文子攻打郑国，赵武没有同意。子皮以公孫鉏接替羽颉为马师。